# Georg Maurer (Naturbahnrodler)
Georg Maurer (* 22. April 1983 in Bad Aibling) ist ein deutscher Naturbahnrodler. Er startet, ebenso wie seine Schwester Michaela, für den RC Kreuth und gehört seit 2000 dem deutschen Nationalkader im Naturbahnrodeln an. Im Einsitzer ist Georg Maurer einer der erfolgreichsten deutschen Athleten. Er erreichte bisher zwei zehnte Plätze bei Weltmeisterschaften und insgesamt zehn Top-10-Platzierungen in Weltcuprennen, womit er bereits dreimal auf den zwölften Rang im Gesamtweltcup kam. Bei der Junioreneuropameisterschaft 2003 erreichte er den vierten Platz und damit das bislang beste Ergebnis eines deutschen Naturbahnrodlers bei internationalen Juniorenmeisterschaften. Auf nationaler Ebene wurde er 2008 und 2012 Deutscher Meister und 2004 sowie 2005 Deutscher Vizemeister im Einsitzer.

## Karriere
Georg Maurer nahm ab 2001 an internationalen Juniorenmeisterschaften teil. Bei der Junioreneuropameisterschaft 2003 auf seiner Heimbahn in Kreuth erreichte er den vierten Platz im Einsitzer und somit das beste Ergebnis, das ein deutscher Naturbahnrodler bisher bei Juniorenwelt- und Europameisterschaften erzielte. In der Allgemeinen Klasse nahm er bereits im Januar 2000 erstmals an einer Weltmeisterschaft teil, belegte in Olang aber nur den 32. Platz. Zwei Wochen zuvor hatte er in Garmisch-Partenkirchen sein Debüt im Weltcup gegeben. Dieses Rennen beendete er an 19. Position, was in der Saison 1999/2000 sein bestes Weltcupergebnis blieb. Im folgenden Winter war ein 13. Platz beim Saisonfinale in Hüttau sein bestes Resultat, im Gesamtweltcup erreichte er den 16. Rang. Nachdem Maurer bei der Weltmeisterschaft 2001 in Stein an der Enns nicht ins Ziel gekommen war, erzielte er bei der Europameisterschaft 2002 in Frantschach-Sankt Gertraud als bester Deutscher den 17. Platz und bei der Weltmeisterschaft 2003 in Železniki ebenfalls den 17. Platz, diesmal als zweitbester Deutscher unmittelbar hinter Marcus Grausam.
Am 13. Januar 2002 fuhr Maurer mit Platz zehn in Umhausen erstmals in die Top 10 eines Weltcuprennens und erreichte damit in der Saison 2001/2002 punktegleich mit dem Italiener Martin Gruber den 14. Gesamtrang. Im nächsten Winter erreichte er mit Platz acht am 12. Januar 2003, wiederum in Umhausen, das bis dahin beste Weltcupergebnis seiner Karriere und verbesserte sich damit im Gesamtweltcup auf Rang zwölf. Im vierten Weltcuprennen der Saison 2003/2004 erzielte Maurer das nächste Top-10-Ergebnis. Weil er aber an den letzten beiden Weltcuprennen nicht teilnahm, fiel er auf Rang 16 im Gesamtweltcup zurück. Bei der Europameisterschaft 2004 in Hüttau kam Maurer nur als 24. ins Ziel, bei der Weltmeisterschaft 2005 in Latsch wurde er 18. und bei der Europameisterschaft 2006 in Umhausen erzielte er als bester Deutscher unmittelbar vor Marcus Grausam den 14. Platz.
Im Weltcup konnte sich Maurer in den Saisonen 2004/2005, 2005/2006 und 2006/2007 in fast allen Rennen unter den besten 15 klassieren, doch nur einmal, im Auftaktrennen der Saison 2006/2007 in Latsch, kam er unter die besten zehn. Im Gesamtweltcup war in diesen drei Jahren ein 12. Platz (2005/2006) sein bestes Ergebnis. Dasselbe Gesamtresultat erreichte er auch in der Saison 2007/2008 mit zwei zehnten Plätzen in Umhausen und Latsch als beste Rennergebnisse. Somit war er im Winter 2007/2008 zum zweiten Mal in Folge bester Deutscher im Gesamtweltcup, bereits in der Saison 2002/2003 war ihm das zum ersten Mal gelungen. Bei den Weltmeisterschaften 2007 in Grande Prairie und 2009 in Moos in Passeier erreichte Georg Maurer jeweils den zehnten Platz. Damit ist er einer der wenigen deutschen Naturbahnrodler, denen Top-10-Ergebnisse im Einsitzer bei Welt- oder Europameisterschaften gelangen. 2009 nahm er gemeinsam mit seiner Schwester Michaela und den Ukrainern Witalij Sacharow und Ihor Senjuk auch als Teil des deutsch/ukrainischen Teams am Mannschaftswettbewerb teil und wurde Siebenter. Bei der Europameisterschaft 2008 in Olang wurde er 13. und war – wie auch bei der WM 2009 – bester Deutscher. 2008 wurde Georg Maurer Deutscher Meister im Einsitzer, bereits 2004 und 2005 war er Vizemeister geworden.
In der Weltcupsaison 2008/2009 nahm Maurer nur an den ersten vier Rennen teil. Sein bestes Ergebnis war ein 13. Platz in Umhausen. Da er an den letzten beiden Weltcuprennen im russischen Nowouralsk nicht teilnahm, fiel er auf Rang 18 im Gesamtweltcup zurück. Auch zu Beginn der nächsten Saison startete Maurer nicht bei den Weltcuprennen in Nowouralsk, sondern nahm erst am 10. Januar 2010 in Umhausen wieder an einem Weltcuprennen teil. In diesem Rennen erreichte er den neunten Platz und somit das zweitbeste Weltcupergebnis seiner Karriere. Am Ende des Winters gelang ihm als Zehnter beim Finale in Garmisch-Partenkirchen ein weiteres Top-10-Resultat und er erreichte im Gesamtweltcup punktegleich mit Marcus Grausam den 14. Platz. Bei der Europameisterschaft 2010 in St. Sebastian fuhr er allerdings nur auf Rang 23. Zu Beginn der Saison 2010/2011 nahm Maurer erneut nicht an den beiden Weltcuprennen in Nowouralsk teil. Danach startete er in drei der vier noch ausstehenden Rennen und egalisierte am 13. Februar mit Platz acht in Unterammergau sein bisheriges Bestergebnis. Im Gesamtweltcup fiel er dennoch auf den 22. Platz zurück. Bei der Weltmeisterschaft 2011 in Umhausen belegte er abermals als bester Deutscher den zwölften Platz im Einsitzer; im Mannschaftswettbewerb wurde er mit dem deutschen Team Sechster.
In der Saison 2011/2012, in der Maurer an vier der sechs Weltcuprennen teilnahm, war sein bestes Resultat erneut ein achter Platz, erzielt am 29. Januar in Deutschnofen. Im Gesamtweltcup belegte er Platz 19. Zudem wurde er zum zweiten Mal Deutscher Meister im Einsitzer. An der Europameisterschaft 2012 in Nowouralsk nahm er aus persönlichen Gründen nicht teil.

## Erfolge

### Weltmeisterschaften
- Olang 2000: 32. Einsitzer
- Železniki 2003: 17. Einsitzer
- Latsch 2005: 18. Einsitzer
- Grande Prairie 2007: 10. Einsitzer
- Moos in Passeier 2009: 10. Einsitzer, 7. Mannschaft
- Umhausen 2011: 12. Einsitzer, 6. Mannschaft

### Europameisterschaften
- Frantschach 2002: 17. Einsitzer
- Hüttau 2004: 24. Einsitzer
- Umhausen 2006: 14. Einsitzer
- Olang 2008: 13. Einsitzer
- St. Sebastian 2010: 23. Einsitzer

### Juniorenweltmeisterschaften
- Gsies 2002: 19. Einsitzer

### Junioreneuropameisterschaften
- Tiers 2001: 15. Einsitzer
- Kreuth 2003: 4. Einsitzer

### Weltcup
- 3 × 12. Gesamtrang im Einsitzer-Weltcup in den Saisonen 2002/2003, 2005/2006 und 2007/2008
- 10 Top-10-Platzierungen in Weltcuprennen

### Deutsche Meisterschaften
- Deutscher Meister im Einsitzer 2008 und 2012